# Deer Park, Washington
Deer Park är en ort i Spokane County i delstaten Washington, USA.